# Abubakar Balarabe
Abubakar Balarabe (14 giugno 1968) è un ex calciatore nigeriano, di ruolo attaccante.

## Carriera

### Club
Ha giocato nella massima serie olandese.

### Nazionale
Nel 1989 ha giocato due partite con la nazionale nigeriana, realizzandovi anche due reti.